# Galilejev primer
Galilejev primer označuje dogajanje, ki je povezano z različnimi pogledi na podobo o vesolju v zvezi s Ptolomejevim in Kopernikovim sistemom ter učenjem svetega pisma, kakor tudi odziv takratne cerkvene inkvizicije na Galilejeva astronomska odkritja in svetopisemsko razlago. Papež Janez Pavel II. je izrečno obžaloval, da je do spora sploh prišlo, rehabilitiral znanstvenika in njegovo delo ter poudaril, da se veda in vera dopolnjujeta; ta spor je namreč sprožil mnenje, češ da si vera in znanost nasprotujeta.

## Ptolomejski in kopernikanski pogled na vesolje
V Galilejevem času je večina vedežev zastopala geocentrični sistem. Po nepričakovanih odkritjih Kopernika, Keplerja – zlasti pa Galileja, so začeli v znanosti vedno bolj upoštevati heliocentrični sistem, ki ga je podpiralo Galilejevo opazovanje nebesnih pojavov z izpopolnjenim daljnogledom. 
Galileo je najprej uporabljal heliocentrizem kot podmeno oziroma znanstveno metodo, po kateri je lažje razložil gibanje planetov in njihovih lun. Težave so nastale v znanstvenih krogih, ko ga je začel razlagati kot znanstveno dejstvo in se je spustil na »bogoslovno področje« kljub prijateljskim svarilom.
1614 je bil prisiljen odgovoriti na obtožbo, da njegova »nova veda« nasprotuje nekaterim svetopisemskim navedkom. Zagovorniki dobesedne razlage so navajali navedek, ki govori, da je Sonce obstalo na svojem tiru, po katerem je krožilo ; podobno se izraža stara zaveza še večkrat  v smislu, da se nebesna telesa gibljejo, Zemlja pa stoji. Sicer je že sveti Avguštin opozarjal, da sveto pismo nima namena učiti o potovanju Sonca in Lune, ker nas ne želi napraviti za matematike, ampak za kristjane. V tem duhu je tudi Galilei pravilno odsvetoval dobesedno razlago navedenih mest.

## Zavezanost k molku in preklicu
Ko je prišel znanstvenik v Rim na obisk k Pavlu V., je papež izročil zadevo Svetemu oficiju, in kardinal Bellarmino je 1616 stopil na stran geocentrizma. Po srečanju z novim papežem Urbanom VIII. je Galilei smel heliocentrizem razlagati kot znanstveno podmeno, ne pa kot dokazano dejstvo, kar je za nekaj časa pomirilo duhove. V svojem delu »Galilejev pogovor o dveh največjih svetovnih sestavih: Ptolomejskem in Kopernikovskem«, ki je izšlo v Florenci 1632, pa je prekršil to prepoved. Še več: stari pogled je v knjigi temeljito zavrnil in osmešil; po vrsti je zavrnil vse ugovore. Geocentrizem, zemljosrednost je v knjigi zastopal Simplicio (Preprostež, Naivnež), v katerem je papež prepoznal samega sebe; zvezdogled pa se je zameril tudi jezuitom, saj v razpravah ni božal svojih nasprotnikov, ampak jih je znal tudi ozmerjati z raznimi nadevki, tudi živalskimi; to je privedlo do obsodbe 1633, ki je brez potrebe zasekala prepad med vero in vedo.
Papež Urban je najprej kazal podobno naklonjenost kot do kiparja Berninija tudi do svojega someščana in prijatelja Galileja, saj mu je posvetil celo svojo pesnitev; toda Galilei ni posedoval mehkobe in prilagodljivosti kiparja, in je končal s tem, da je prebudil v Urbanu VIII. oso Barberinijev. (Barberinijevi so imeli najprej v grbu tri obade oziroma ose, ki so jih zamenjali s čebelami.) Poslanik, ki je zagovarjal Galilejev primer, je res pisal v zvezi s tem toskanskemu nadvojvodu, da je našel papeža »in molta collera« (hudo jeznega). Pozabil je tako na omikanost, ko je podprl to obsodbo k molku in preklicu kopernikanskega pogleda na vesolje, ki še danes teži rimsko Cerkev.
Leta 1633 je torej papež v Rim na zagovor poklical Galileja, ki se je moral po procesu javno odreči svojim »heretičnim heliocentričnim nazorom« in preživeti zadnja leta življenja v hišnem priporu.

## Rehabilitacija
Po 350 letih obsodbe Galileo Galileja na molk in preklic, je Cerkev napravila simboličen korak nazaj 31. oktobra 1992 v zgodovinskem posredovanju papeža Janeza Pavla II. Cerkev je rehabilitirala Galileja in priznala, da »je bila pogreška njegova obsodba k molku.« Papež je dodal, da je bilo kaznovanje Galileja storjeno »in bona fide« (»v dobri veri«).
Vendar ni pošteno govorjenje o Galileju, češ da ga je »trpinčila Cerkev, ki je bila ljubosomna na svoje znanje«. Tudi Galilejevi sodniki imajo pravico, da jih sodimo pravično. Da bi razumeli Galilejev primer, moramo izhajati iz predpostavk njegovega časa. Gledati moramo dogodke z očmi njegovih sodobnikov. Nemogoče si je zamisliti, da bi bila sodba nad Galilejem čisto znanstveno vprašanje, saj so mu sodili ljudje, ki niso bili zmožni razmišljati drugače kot bogoslovno. Takrat se je širil protestantizem tudi s pomočjo nekatoliškega načela, da lahko vsak sam razlaga sveto pismo – brez cerkvenega vodstva – in v teh napetih okoliščinah je bila Galilejeva sicer pravilna razlaga – vendar razlaga enega laika – več kot sumljiva.
Po celih 359 letih, 4 mescih in 9 dneh postaja Galileo Galilei ponovno »zakonit sin« katoliške Cerkve. Jutri (tj. 31. oktobra 1992) bo namreč Vatikan dokončno izbrisal zgodovinsko obsodbo »k molku«, ki jo je naložil pisanskemu vedežu 22. junija 1633 Sveti oficij, ki ga je tistihmal vodil kardinal Robert Belarmin.

### Postopna rehabilitacija
Če pa pogledamo bolje v zgodovino, bomo videli, da so bolj ali manj uspešni poskusi rehabilitacije obstajali tudi poprej.
Rimskokatoliška cerkev ni nikoli razglasila kopernikanske teorije za herezijo, niti ni objavila kakega odloka, ki bi jo lahko štel za nepopravljivo.
1741 je Benedikt XIV. dal Imprimatur za prvo izdajo celotnih Galilejevih del. 1757 je nova izdaja Indexa dovoljevala pisanje, ki je podpiralo Kopernikovo teorijo.
Istega leta (1757) je Sveti oficij povrnil čast njegovi osebnosti s priznanjem, da so znanstvene trditve, ki jih je zastopal, resnične.
1820 je Pij VII. pooblastil objavo Setteleovih zvezdoznanskih vaj, kanonika, ki je zagovarjal galilejski heliocentrizem. Sveti oficij je prinesel odlok o končanem sporu med vero in znanostjo brez kakega hrupa.
Za posredno priznanje Galilejevim pogledom velja tudi učenje Leona XIII. in Pija XII.; vsekakor pa je glede tega postavil piko na i papež Janez Pavel II. Znanstveni razvoj pa je presegel tako geocentrični kot heliocentrični sistem. Einsteinova teorija relativnosti je glede pogleda na vesolje in lege Zemlje v njem utrla čisto nova pota.
Vsekakor pa še danes velja upoštevati Galilejevo mnenje, da sveto pismo ima namen učiti vero in moralo, ne pa astronomije. Poleg tega je bil Galilei avtor enega prvih načel relativnosti, ki je v začetku 20. stoletja privedlo do Einsteinovega pogleda in interpretacije prostora in časa.